# 王平 (京剧演员)
王平（1954年—），天津人，中国京剧表演艺术家，一级演员，天津京剧院院长，工文武老生，中国戏剧梅花奖二度梅获得者。